# Paderno del Grappa
Paderno del Grappa là một đô thị (comune) thuộc tỉnh Treviso, vùng Veneto, Ý. Paderno del Grappa nằm ở châu núi Grappa, một núi nằm ở Dolomites. Đô thị Paderno del Grappa có cự ly khoảng 45 dặm Anh về phía bắc Venice, và gần hai thị xã lớn, Asolo và Bassano del Grappa, cũng thuộc tỉnh Treviso. Đô thị này có diện tích km2, dân số là 2002 người (thời điểm năm 2001).